# Чапчилган
Чапчилган (рос. Чапчылган) — село Амгинського улусу, Республіки Саха Росії. Входить до складу Чапчилганського наслегу.
Населення — 690 осіб (2015 рік).